# Mézières (Vaud)
Pour les articles homonymes, voir Mézières.
Mézières est une localité et une ancienne commune suisse du canton de Vaud, située dans le district de Lavaux-Oron.

## Histoire

Photo aérienne (1964)

En 1161, pour la première fois, on voit apparaître dans un texte le nom de : « Paganus de Maseres ». En 1180, il devient « Jordanus de Maisieres ». En 1453, c'est « Mexieres » qui, par la suite, se fixe définitivement en « Mézières ».
Du Moyen-Âge jusqu’à la révolution de 1798, Mézières appartient à deux seigneuries différentes. Le propriétaire de Vulliens, Carrouge et Les Cullayes ainsi que la famille d’Estavayer étaient coseigneurs de Mézières. Au moment de la révolution, Bernard de Diesbach et Jean-François Cerjat étaient coseigneurs de Mézières.
Le 30 novembre 2014, Mézières décide de fusionner avec les communes de Carrouge et Ferlens sous le nom de Jorat-Mézières. Cette fusion est entrée en vigueur le 1er juillet 2016.

## Salles de spectacle
- Théâtre du Jorat (alias « La Grange sublime »), théâtre de 1 000 places construit en bois, comme une grange en 1908.

## Personnalités liées au village
- Roger Chanez, écrivain né à Mézières en 1940
- Général Henri Guisan, né à Mézières en 1874
- Pierre Boulanger, comédien, domicilié à Mézières de 1961 jusqu'à son décès en 1978, premier président du Centre culturel du Jorat, fondé en 1969. Depuis 1981, un chemin porte son nom dans le village de Mézières.
- Mousse Boulanger, poète, femme de radio, comédienne, animatrice des Rencontres poétiques de Mézières avec Pierre Boulanger. Domiciliée à Mézières depuis 1961.